# Бодљикави прасићи
Бодљикаво прасе је заједнички назив за две породице из инфрареда Hystricognathi који припада реду глодара. Те две породице су бодљикави прасићи Старог света (лат. Hystricidae) и бодљикави прасићи Новог света (лат. Erethizontidae).

## Опис
Бодљикави прасићи Старог света насељавају јужну Европу, Азију (западну и јужну) и већи део Африке. Врсте из ове породице су велике ноћне животиње, биљоједи, који живот проводе на тлу. Најмања врста из ове породице је дугорепо бодљикаво прасе које достиже дужину тела од 27,9 до 48 cm и тежину од 1,5 до 2,3 kg, а највеће је обично бодљикаво прасе које достиже дужину тела од 60 до 83 cm без репа и тежину од 13 до 27 kg.
Бодљикави прасићи Новог света насељавају Северну Америку и северни део Јужне Америке. Насељавају шумска станишта и пењу се на дрвеће, на којима неке врсте проводе већи део живота. Врсте из ове породице су уопштено говорећи мање од врста из породице бодљикави прасићи Старог света (лат. Hystricidae) и нису искључиво ноћне животиње. Најмање врсте из ове породице су врсте из рода Coendou, које достижу дужину тела од око 30 cm и тежину од око 900 g, а највећа врста је северноамеричко бодљикаво прасе, које достиже дужину тела од 86 cm и тежину до 18 kg.
Једна од најпознатијих врста из породице бодљикави прасићи Старог света је обично бодљикаво прасе (Hystrix cristata). Оно је велики глодар тупе главе и дугих бодљи на задњем делу тела и репу. Бодље су дуге и до 40 cm и представљају дебеле, очврсле длаке беле боје са тамним прстеновима. Глава и предњи део тела прекривени су, нарочито на леђима, дугим, усправним и дебелим длакама. Ноге су му кратке и снажне, на прстима има чврсте канџе. Тело му је дугачко око 70 cm, реп до 12, а тежином тела достиже од 13 до 27 килограма. Ноћна је животиња. За време зиме углавном мирује. Када се нађе у опасности, накостреши бодље на телу и репу, тресе их и тако ствара шуштав звук. Скрива се у пукотинама и шупљинама међу камењем и живи усамљено.

## Додатно о бодљикавом прасету
Бодљикаво прасе има огромне бодље; највеће су на његовим леђима: дугачке су по 25 cm и дебеле 0,5 cm. Помоћу великог, поткожног мишића може по вољи да усправи све бодље. Настањује пределе северне Америке, јужне Европе, Азије и Африке. Живи самостално. Дању мирује у дугачким и ниским ходницима које сам ископа у земљи, а ноћу излази и лута наоколо у потрази за храном. Она се састоји од разноврсног биља, корења и плодова. Од нападача се брани подижући бодље којима шушти, поготово шупљим бодљама на репу. Бодље му се лако одвајају од тела: када их непријатељ додирне, остају му у кожи што је веома болно. Ако је веома узбуђен, трупка стражњим ногама по тлу. Упркос тако опасном изгледу бодљикаво прасе је потпуно безопасна и безазлена животиња. Два до четири месеца после парења женка доноси на свет 2 до 4 младунца.

## Станиште
Обично бодљикаво прасе (Hystrix cristata) живи у сувим и каменитим пределима, на планинским обронцима покривеним жбуњем, а често је и уз обрађене површине. У Европи живи у југозападној Италији, на Сицилији и у Албанији. Распрострањен је у великим подручјима западне Африке.

## Размножавање
Почетком лета окоти до четири младунца која за два месеца постају самостални.

## Животни век
Бодљикаво прасе има релативно дуг животни век, донедавно је једна јединка држала рекорд у доживљеној старости (живела је 27 година), када је тај рекорд оборила јединка врсте голо слепо куче (Heterocephalus glaber) која је живела 28 година.